# دوبروفکا (استان آمور)
دوبروفکا (به لاتین: Dubrovka) یک منطقهٔ مسکونی در روسیه است که در استان آمور واقع شده‌است.